# Piscinquilinus subcutaneus
Piscinquilinus subcutaneus is een platworm (Platyhelminthes). De worm is tweeslachtig.
Het geslacht Piscinquilinus, waarin de platworm wordt geplaatst, wordt tot de familie Genostomatidae gerekend. De wetenschappelijke naam van de soort werd voor het eerst geldig gepubliceerd in 1949 door Syromiatnikova.